# 花乃湖健
花乃湖 健（はなのうみ けん、1960年12月16日 - ）は、秋田県南秋田郡井川町出身で放駒部屋（入門時は花籠部屋）に所属した元大相撲力士。本名は澤石 健（さわいし けん）。最高位は西小結（1987年5月場所・1989年3月場所）。現役時代の体格は181cm、140kg。得意手は押し、寄り切り、突き落とし。

## 来歴・人物
実家は農家。井川小学校在学時は野球をしていたが、体の大きさを見込まれて井川中学校では相撲部に勧誘され、同部で活躍した。そして、同郷（井川町出身）であった11代花籠親方（元前頭3・大ノ海久光）のスカウトを受け、中学校卒業後に花籠部屋へ入門。本人は中卒入門を躊躇っていたが、決意を固めて1976年5月場所で初土俵を踏んだ。
なお、同期生には、後の十両・大竜がいる。
順調に出世し、1983年9月場所で十両昇進、1985年3月場所で新入幕を果たした。また、1987年5月場所と1989年3月場所では、三役（小結）昇進を果たしている（両場所とも負け越しに終わり、関脇への昇進は成らなかった）。
低い立合いから左右の強いおっつけと巧みな前捌き、もろ差しあるいは右を差して鋭く寄る取り口が得意で、時折突き落としや肩透かしも見せた。取り口に派手さはないが、相撲の基本に忠実であり、玄人好みの力士であった。八百長を告発した板井圭介によると、ガチンコ力士であったと言われている。
1987年から1988年にかけての全盛期には安定した成績で幕内上位に定着し、千代の富士や北勝海、若嶋津、朝潮、小錦らが苦手とするなど活躍した。
ところが、現役晩年は故障が目立ち、腰部椎間板ヘルニアを患ったことが致命傷となって1989年7月場所直前に引退した。
なお、千代の富士の53連勝は、花乃湖に勝った一番（1988年5月場所7日目）から始まっている。
11代花籠の遺族の希望により、引退後、年寄・花籠（13代目）を襲名。しかし、資金難から花籠の名跡を維持できず、翌年の引退相撲直後に廃業した。
その後、秋田市山王地区で相撲料理店「ちゃんこ花乃湖」を開いたが、妻の実家である「プラザホテル二合半」（北海道空知郡南幌町）の後継を頼まれ閉店。2018年現在は引き続き「プラザホテル二合半」を経営している。

## エピソード
- 何度も四股名を変えたが、11代花籠の現役名に因んだ大乃海を名乗ったり、郷里および花籠部屋の先輩でもある沢風（最高位・十両2枚目）と同じ名に改めていた時期もあった。
- 現在、芝田山部屋に所属している（入門時は放駒部屋）モンゴル人力士である魁（さきがけ）と同じ四股名を使用したこともある。

## 主な成績・記録
- 通算成績：402勝369敗55休 勝率.521
- 幕内成績：164勝185敗41休 勝率.470
- 現役在位：79場所
- 幕内在位：26場所
- 三役在位：2場所（小結2場所）
- 三賞：2回
  - 技能賞：2回（1985年5月場所・1987年3月場所）[1]
- 金星：4個（千代の富士2個[1]、北勝海2個）
- 各段優勝
  - 幕下優勝：1回（1983年7月場所）

### 場所別成績
| | 一月場所 初場所（東京） | 三月場所 春場所（大阪） | 五月場所 夏場所（東京） | 七月場所 名古屋場所（愛知） | 九月場所 秋場所（東京） | 十一月場所 九州場所（福岡） |
| --- | ----------------------- | ----------------------- | ----------------------- | --------------------------- | ----------------------- | --------------------------- |
| 1976年 （昭和51年） | x                       | x                       | （前相撲）              | 西序ノ口14枚目 5–2          | 東序二段94枚目 4–3      | 西序二段73枚目 2–5          |
| 1977年 （昭和52年） | 西序二段93枚目 5–2      | 東序二段53枚目 2–5      | 東序二段80枚目 3–3–1    | 東序二段94枚目 5–2          | 西序二段58枚目 3–4      | 東序二段67枚目 6–1          |
| 1978年 （昭和53年） | 東序二段7枚目 2–5       | 東序二段30枚目 3–4      | 東序二段42枚目 6–1      | 西三段目78枚目 3–4          | 東序二段5枚目 5–2       | 東三段目60枚目 5–2          |
| 1979年 （昭和54年） | 東三段目35枚目 3–4      | 西三段目51枚目 5–2      | 東三段目28枚目 1–6      | 西三段目58枚目 5–2          | 東三段目32枚目 6–1      | 西幕下56枚目 3–4            |
| 1980年 （昭和55年） | 東三段目9枚目 6–1       | 西幕下38枚目 3–4        | 西幕下48枚目 1–6        | 東三段目19枚目 4–3          | 西三段目4枚目 4–3       | 西幕下50枚目 5–2            |
| 1981年 （昭和56年） | 東幕下30枚目 2–5        | 東幕下55枚目 休場 0–0–7 | 西三段目31枚目 5–2      | 西三段目4枚目 4–3           | 西幕下52枚目 6–1        | 西幕下21枚目 4–3            |
| 1982年 （昭和57年） | 東幕下13枚目 2–5        | 東幕下28枚目 5–2        | 東幕下16枚目 4–3        | 西幕下13枚目 3–4            | 東幕下24枚目 4–3        | 西幕下15枚目 5–2            |
| 1983年 （昭和58年） | 東幕下5枚目 1–3–3       | 東幕下28枚目 6–1        | 東幕下10枚目 4–3        | 西幕下6枚目 優勝 7–0        | 西十両10枚目 8–7        | 西十両6枚目 6–9             |
| 1984年 （昭和59年） | 東十両8枚目 10–5        | 東十両3枚目 8–7         | 西十両2枚目 7–5–3       | 西十両3枚目 4–11            | 東十両10枚目 8–7        | 西十両7枚目 11–4            |
| 1985年 （昭和60年） | 東十両筆頭 9–6          | 西前頭13枚目 9–6        | 西前頭6枚目 8–7 技      | 東前頭2枚目 4–11            | 西前頭9枚目 8–7         | 東前頭3枚目 5–10 ★          |
| 1986年 （昭和61年） | 西前頭9枚目 10–5        | 東前頭3枚目 8–7         | 東前頭筆頭 1–6–8        | 東前頭14枚目 休場 0–0–15    | 東前頭14枚目 10–5       | 東前頭5枚目 7–8             |
| 1987年 （昭和62年） | 東前頭7枚目 9–6         | 西前頭筆頭 10–5 技★     | 西小結 6–9              | 西前頭筆頭 4–11             | 西前頭8枚目 8–4–3       | 西前頭2枚目 6–9             |
| 1988年 （昭和63年） | 西前頭4枚目 8–7 ★       | 東前頭筆頭 6–9 ★        | 東前頭3枚目 7–8         | 西前頭4枚目 8–7             | 東前頭筆頭 5–10         | 東前頭5枚目 7–8             |
| 1989年 （平成元年） | 西前頭6枚目 10–5        | 西小結 0–10–5           | 西前頭10枚目 0–5–10     | 西十両8枚目 引退 0–0–0      | x                       | x                           |
| 各欄の数字は、「勝ち-負け-休場」を示す。 優勝 引退 休場 十両 幕下 三賞：敢=敢闘賞、殊=殊勲賞、技=技能賞 その他：★=金星 番付階級：幕内 - 十両 - 幕下 - 三段目 - 序二段 - 序ノ口 幕内序列：横綱 - 大関 - 関脇 - 小結 - 前頭（「#数字」は各位内の序列） |                         |                         |                         |                             |                         |                             |

## 幕内対戦成績
| 力士名   | 勝数 | 負数 | 力士名   | 勝数 | 負数 | 力士名     | 勝数 | 負数 | 力士名   | 勝数 | 負数 |
| -------- | ---- | ---- | -------- | ---- | ---- | ---------- | ---- | ---- | -------- | ---- | ---- |
| 青葉城   | 3    | 1    | 安芸ノ島 | 0    | 4(1) | 朝潮       | 6    | 6    | 旭富士   | 1    | 10   |
| 板井     | 3    | 8    | 恵那櫻   | 4    | 1    | 巨砲       | 3    | 4    | 大錦     | 3    | 2    |
| 魁輝     | 4    | 2    | 春日富士 | 0    | 1    | 騏乃嵐     | 1    | 0    | 旭道山   | 1    | 0    |
| 霧島     | 6    | 3    | 起利錦   | 4(1) | 1    | 麒麟児     | 5    | 4    | 蔵間     | 3    | 2    |
| 高望山   | 8    | 2    | 港龍     | 2    | 1    | 琴稲妻     | 0    | 1    | 琴ヶ梅   | 3(1) | 8    |
| 琴富士   | 1    | 1    | 小錦     | 3    | 14   | 逆鉾       | 3    | 6(1) | 佐田の海 | 5    | 2    |
| 薩洲洋   | 3    | 2    | 陣岳     | 3    | 7    | 太寿山     | 7    | 5    | 大徹     | 9    | 2    |
| 隆の里   | 0    | 1    | 貴ノ浜   | 1    | 0    | 孝乃富士   | 4    | 2    | 隆三杉   | 3    | 2    |
| 多賀竜   | 7    | 1    | 玉龍     | 6    | 3    | 千代の富士 | 2    | 10   | 寺尾     | 8    | 1    |
| 出羽の花 | 2    | 2    | 闘竜     | 5    | 4    | 栃司       | 1    | 3    | 栃剣     | 0    | 5    |
| 栃乃和歌 | 2    | 9(1) | 南海龍   | 0    | 3    | 飛騨乃花   | 1    | 0    | 藤ノ川   | 5    | 1    |
| 富士乃真 | 2    | 1    | 双羽黒   | 0    | 6(1) | 鳳凰       | 1    | 0    | 北天佑   | 2    | 11   |
| 北勝海   | 2    | 10   | 前乃臻   | 0    | 1    | 舛田山     | 0    | 1    | 益荒雄   | 4    | 1    |
| 三杉里   | 1    | 0    | 水戸泉   | 1    | 3    | 両国       | 3    | 1    | 若嶋津   | 2    | 1    |
| 若瀬川   | 1    | 0    |          |      |      |            |      |      |          |      |      |

## 改名歴
- 澤石（さわいし、1976年7月場所-1977年1月場所）
- 沢石（さわいし、1977年3月場所-1978年5月場所）
- 音羽嶽（おとわだけ、1978年7月場所-同年9月場所）
- 沢風（さわかぜ、1978年11月場所-1979年5月場所）
- 沢石（さわいし、1979年7月場所-1980年5月場所）
- 魁（さきがけ[9]、1980年7月場所-同年11月場所）
- 大乃海（おおのうみ、1981年1月場所-1982年3月場所）
- 花乃湖（はなのうみ、1982年5月場所-1989年7月場所（引退））

## 年寄変遷
- 花籠 健（はなかご けん、1989年7月-1990年6月（廃業））